# 장명근
장명근(2004년 6월 4일 ~ )는 대한민국의 축구 선수로, 포지션은 센터백이다. 현재 K리그2 부산 아이파크 소속이다.